# Смоли (Польща)
Смоли (пол. Smoły) — село в Польщі, у гміні Закрочим Новодворського повіту Мазовецького воєводства.
Населення — 105 осіб (2011).
У 1975-1998 роках село належало до Варшавського воєводства.

## Демографія
Демографічна структура станом на 31 березня 2011 року:
|          | Загалом | Допрацездатний вік | Працездатний вік | Постпрацездатний вік |
| -------- | ------- | ------------------ | ---------------- | -------------------- |
| Чоловіки | 54      | 8                  | 37               | 9                    |
| Жінки    | 51      | 12                 | 30               | 9                    |
| Разом    | 105     | 20                 | 67               | 18                   |